# عاشق نیستم (ترانه انریکه ایگلسیاس)
«عاشق نیستم» (به انگلیسی: Not in Love) تک‌آهنگی از هنرمند اهل اسپانیا انریکه ایگلسیاس، کلیس است که در سال ۲۰۰۴ میلادی منتشر شد.
این تک‌آهنگ در چارت‌های در رتبه اول و در چارت‌های دانمارک، ایرلند، نروژ جزو ده ترانه اول قرار گرفت.